# Wielboki
Wielboki (niem. Deutsch Fuhlbeck) – wieś sołecka w Polsce położona w województwie zachodniopomorskim, w powiecie drawskim, w gminie Wierzchowo. W latach 1975–1998 miejscowość administracyjnie należała do województwa koszalińskiego. W roku 2007 wieś liczyła 82 mieszkańców. 

## Geografia
Wieś leży ok. 16 km na południowy wschód od Wierzchowa, 200 m na południe od strugi Świerczyniec. Wzdłuż strugi umocnienia Wału Pomorskiego, którego pozycje ryglowe tu został przełamane 1 i 2 lutego 1945 przez I Armię Wojska Polskiego.

## Komunikacja
Na zachód od wsi znajduje się nieczynny przystanek kolejowy byłej linii kolejowej nr 416.